# Nesticus unicolor
Nesticus unicolor är en spindelart som beskrevs av Simon 1895. Nesticus unicolor ingår i släktet Nesticus och familjen grottspindlar.
Artens utbredningsområde är Venezuela. Inga underarter finns listade i Catalogue of Life.